# بنجامين إبرام
بنجامين إبرام هو محامي وسياسي فرنسي، ولد في 23 سبتمبر 1846 في مارسيليا في فرنسا، وتوفي في 30 أبريل 1938 في آكس أون بروفانس في فرنسا. انتخب رئيس بلدية ‏.